# Апраксино (Костромская область)
Апра́ксино — посёлок в Костромском районе Костромской области России. Административный центр Апраксинского сельского поселения.

## География
Посёлок находится в юго-западной части Костромской области, в подзоне южной тайги, на берегах реки Крячевка, при автодороге 34К-107, на расстоянии приблизительно 4 км (по прямой) к северу от города Кострома, административного центра области и района. Абсолютная высота — 103 м над уровнем моря.

### Климат
Климат характеризуется как умеренно континентальный, с продолжительной холодной многоснежной зимой и коротким сравнительно тёплым летом. Средняя температура воздуха самого холодного месяца (января) — −11,6 °C; самого тёплого месяца (июля) — 17,8 °C (абсолютный максимум — 37 °С). Годовое количество атмосферных осадков — 613 мм, из которых большая часть выпадает в тёплый период.

### Часовой пояс
Посёлок Апраксино, как и вся Костромская область, находится в часовой зоне МСК (московское время). Смещение применяемого времени относительно UTC составляет +3:00.

## Население
| 2008 | 2010  | 2014  |
| ---- | ----- | ----- |
| 1316 | ↘1305 | ↗1343 |

### Национальный состав
Согласно результатам переписи 2002 года, в национальной структуре населения русские составляли 92 % из 1312 чел.

## Улицы
- ул. Береговая,
- ул. Заречная,
- ул. Коммунаров,
- ул. Молодёжная,
- ул. Скворцова.